# マシュー・ダンサー
マシュー・ダンサー（Matthew Dancer　1983年10月8日- ）は南アフリカ共和国出身の野球選手。身長178cm。体重74kg。
ポジションは投手。右投右打。現在は南アフリカの国内リーグ・スラッガーズでプレーしている。
2006年のWBCでは南アフリカ代表に選され、2戦目のメキシコ戦に登板したが、ホルヘ・カントゥに本塁打を浴びるなど4イニングを投げ自責点4を記録した。
2007年のIBAFワールドカップでも南アフリカ代表として出場している。
2009年のWBCでも南アフリカ代表に選出されたが、登板はなかった。